# Amy Hunt
Amy Hunt (* 15. Mai 2002 in Grantham) ist eine britische Leichtathletin, die sich auf den Sprint spezialisiert hat. 2024 wurde sie mit der britischen 4-mal-100-Meter-Staffel in Rom Europameisterin und sicherte sich im selben Jahr die Silbermedaille bei den Olympischen Spielen in Rom.

## Sportliche Laufbahn
Erste internationale Erfahrungen sammelte Amy Hunt im Jahr 2018, als sie bei den U18-Europameisterschaften in Győr im 100-Meter-Lauf bis in das Halbfinale gelangte und dort mit 11,83 s ausschied. Im Jahr darauf stellte sie bei der Junioren-Gala in Mannheim mit 22,42 s eine neue U18-Weltbestleistung im 200-Meter-Lauf auf und verbesserte damit die alte Bestmarke der US-Amerikanerin Candace Hill um eine Hundertstelsekunde. Kurze Zeit darauf siegte sie dann bei den U20-Europameisterschaften in Borås in 22,94 s über 200 Meter sowie in 44,11 s auch mit der britischen 4-mal-100-Meter-Staffel. 2023 wurde sie mit der Staffel bei der 1. Liga der Team-Europameisterschaft, die im Zuge der Europaspiele in Chorzów stattfand, disqualifiziert und anschließend siegte sie mit der Staffel in 43,04 s bei den U23-Europameisterschaften in Espoo. Im Jahr darauf schied sie bei den Hallenweltmeisterschaften in Glasgow mit 7,29 s im Vorlauf über 60 Meter aus. Im Mai wurde sie bei den World Athletics Relays in Nassau in 42,80 s Dritte in der Finalrunde über 4-mal 100 Meter hinter den Teams aus den Vereinigten Staaten und Frankreich und sicherte sich damit einen Startplatz bei den Olympischen Spielen in Paris. Im Juni belegte sie bei den Europameisterschaften in Rom in 11,15 s den siebten Platz über 100 Meter und siegte mit der Staffel in 41,91 s gemeinsam mit Dina Asher-Smith, Desirèe Henry und Daryll Neita. Im August gewann sie bei den Olympischen Sommerspielen in Paris in 41,85 s im Finale gemeinsam mit Asher-Smith, Imani Lansiquot und Daryll Neita die Silbermedaille hinter dem US-amerikanischen Team.
2025 erreichte sie bei den Halleneuropameisterschaften in Apeldoorn das Finale über 60 Meter und belegte dort in 7,10 s den sechsten Platz und kurz darauf gelangte sie bei den Hallenweltmeisterschaften in Nanjing mit 7,11 s auf Rang fünf.
In den Jahren 2020 und 2024 wurde Hunt britische Hallenmeisterin im 60-Meter-Lauf.

## Persönliche Bestzeiten
- 100 Meter: 11,12 s (+1,7 m/s), 20. April 2024 in Clermont
  - 60 Meter (Halle): 7,09 s, 9. März 2025 in Apeldoorn
- 200 Meter: 22,42 s (+1,7 m/s), 30. Juni 2019 in Mannheim (U18-Weltbestleistung)
  - 200 Meter (Halle): 25,22 s, 14. Februar 2016 in Sheffield